# Aligot
Ne pas confondre avec l'alicot, un ragoût.
L'aligot (en occitan : aligòt)  est une spécialité culinaire rurale traditionnelle française originaire de l'Aubrac, à cheval sur le Cantal, l'Aveyron et la Lozère. À base de purée de pommes de terre, de tome fraîche ou « tome d'aligot », de crème, de beurre et d’ail, ce plat s'est répandu dans le dernier quart du XIXe siècle à d’autres régions du Massif central et plus largement en France, notamment à la suite de l'exode rural des bougnats à Paris.

## Étymologie
Aligot est une graphie francisée du mot rouergat alicouot (ou aligouot) désignant le plat fromager à base de pommes de terre et de tome fraîche évoqué ici. L’origine de ce terme donne lieu à plusieurs interprétations. Dans le Trésor du Félibrige, Frédéric Mistral fait intervenir pour sa part la racine latine aliquid, signifiant « quelque chose », tandis que Robert A. Geuljans dans le Dictionnaire étymologique de la langue d’oc propose le verbe français ancien haligoter, signifiant « déchirer, mettre en lambeaux », lui-même dérivé de la racine bas francique harion « gâcher », qui a également donné haricot, au sens de « ragoût » dans haricot de mouton,.

## Préparation
L'aligot est une préparation faite avec une purée de pommes de terre à laquelle sont mélangés de la crème, du beurre et de la tome d'aligot. On ajoute un peu d'ail pilé ou haché finement. Cette préparation doit être longuement travaillée afin d'obtenir une texture très élastique. L'aligot ne doit pas être confondu avec la truffade, plat traditionnel des monts du Cantal voisins.

## Histoire

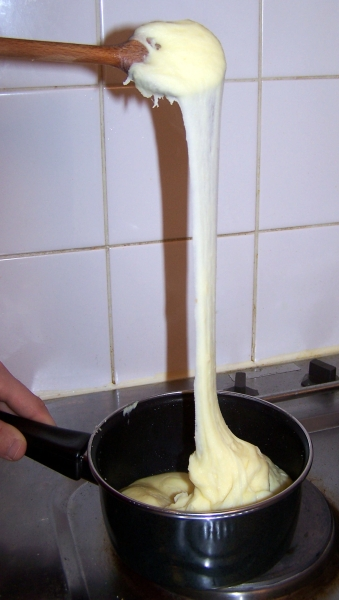
Préparation de l'aligot familial.

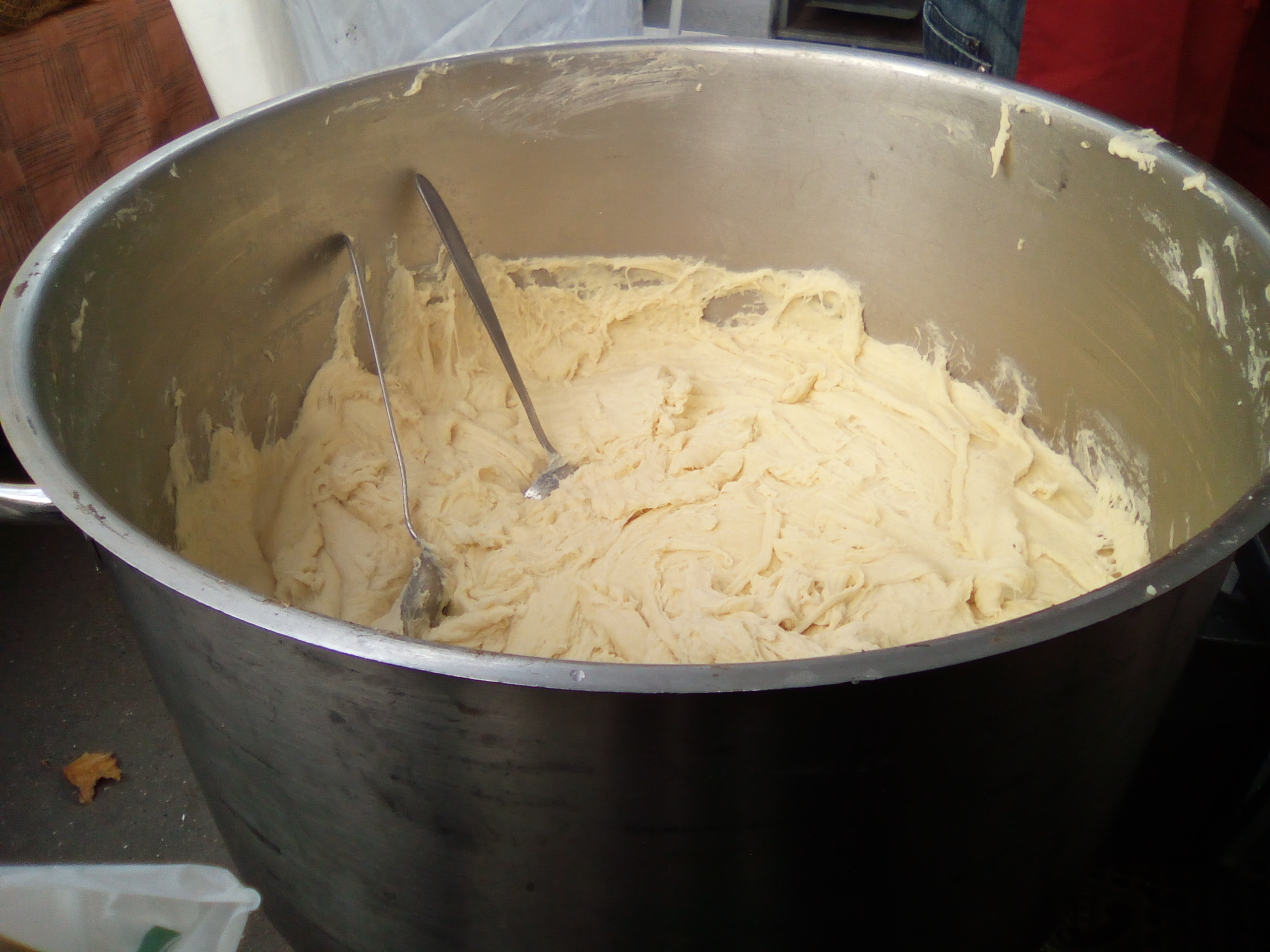
Marmite d'aligot sur un stand de marché alimentaire.

Ce mets a été à l'origine une soupe préparée avec du bouillon, des morceaux de pain et avec de la tome fraîche. Les moines de l'Aubrac le servaient, dit-on, aux pèlerins qui traversaient ces montagnes sur la Via Podiensis, pour se rendre à Saint-Jacques-de-Compostelle. Le monastère sur la commune de Saint-Chély-d'Aubrac disparaît pendant la Révolution française mais les agriculteurs qui ont récupéré les terres de l’abbaye perpétuent la tradition, il est notamment confectionné et consommé dans les abris d'estive (les mazucs ou burons) tenus par des vachers-fromagers pour la fabrication du fromage de Laguiole. Au XIXe siècle, une mauvaise récolte de blé remplace le pain par des pommes de terre. Au XXe siècle, les Auvergnats spécialisés dans la restauration ont rendu cette préparation populaire.
L'aligot, autrefois plat de subsistance familial, est devenu pour certains un mets dit « de fête », relativement exceptionnel, sauf dans les restaurants rouergats ou auvergnats. Il est assez fréquemment accompagné de saucisse paysanne. Il ne doit pas être confondu avec la truffade, plat cantalien où des pommes de terre en lamelles sont sautées dans du lard et auxquelles on ajoute la tome fraîche.
L'appellation commerciale « Aligot de l'Aubrac » a fait l'objet, en 2002, d'une requête en protection au titre du règlement 2081/92 du Conseil de l'Union européenne (indication géographique protégée) par une association professionnelle. Cette dernière a réussi à prouver la notoriété et l'antériorité de l'appellation mais la protection demandée au titre de l'IGP est rendue difficile, dans la mesure notamment où les recettes combinant plusieurs produits ne sont pas protégées au titre du règlement européen. Une possibilité de protection reste ouverte au titre de la « spécialité traditionnelle garantie » (STG), mais alors il n'est pas possible de protéger l'origine géographique. En d'autres termes, la STG protègerait le mot « aligot » mais pas « de l'Aubrac », conduisant cette association professionnelle à renoncer à la protection par STG.
Il est parfois surnommé le « ruban de l'amitié ». Le Larousse gastronomique (édition 1997, sous l'égide d'un comité gastronomique présidé par Joël Robuchon) signale que l'on prépare aussi « un aligot sucré », qui serait « arrosé de rhum et flambé ».

## Légendes
Grégoire de Tours mentionne la tenue sur l'Aubrac au VIe siècle d’un synode entre les évêques du Rouergue, de l’Auvergne et du Gévaudan, aux confins de leurs trois diocèses. Une légende raconte que pour leur repas commun, chacun d'eux aurait apporté une spécialité alimentaire de son cru : le fromage du Rouergue, le pain du Haut Pays d'Auvergne, et la crème de lait, véritable savoir-faire du Gévaudan ; de l'alliance de ces trois ingrédients serait né l'aligot, plat typique de l'Aubrac.
Une croix, dite « croix des trois évêques », érigée au XIIIe siècle à la jonction des trois diocèses en mémoire de ce synode, se trouve associée à cette légende. Le découpage départemental issu de la Révolution française a suivi ces limites diocésaines, et cette croix se situe aujourd’hui au point de rencontre des trois départements de l’Aveyron, du Cantal et de la Lozère.
Une autre légende lierait l'aligot à des défilés de pèlerins chrétiens venant d'Europe centrale, en Allgäu dans les Alpes bavaroises. Il se raconte que dans leur maigre bagage, des marcheurs pénitents sur leur chemin vers Saint-Jacques-de-Compostelle, passant par l'abbatiale de la Chaise-Dieu, emportaient toujours de l'ail ; ils en auraient ajouté à la nourriture qu'ils pouvaient quémander et recueillir sur leur route, « inventant » ainsi l'aligot.